# 新竹海八景自行車道
新竹海八景自行車道，又稱17公里海岸線自行車道，是新竹市南寮漁港至新竹市香山濕地的自行車道。

## 簡介
自漁港環保公園起至鹽港溪口南岸區，長度約十六公里，寬度5.5公尺，包括3.5公尺自行車道及1.5公尺人行步道。沿線行經漁港、南寮海水浴場、新竹市垃圾焚化廠、看海公園、海天一線看海區、港南運河、金城湖賞鳥區等。路途有五座自行車橋，分別跨越港北溝、華江橋旁的無名圳、客雅溪、三姓公溪、鹽港溪。南接竹風綠光海風自行車道。

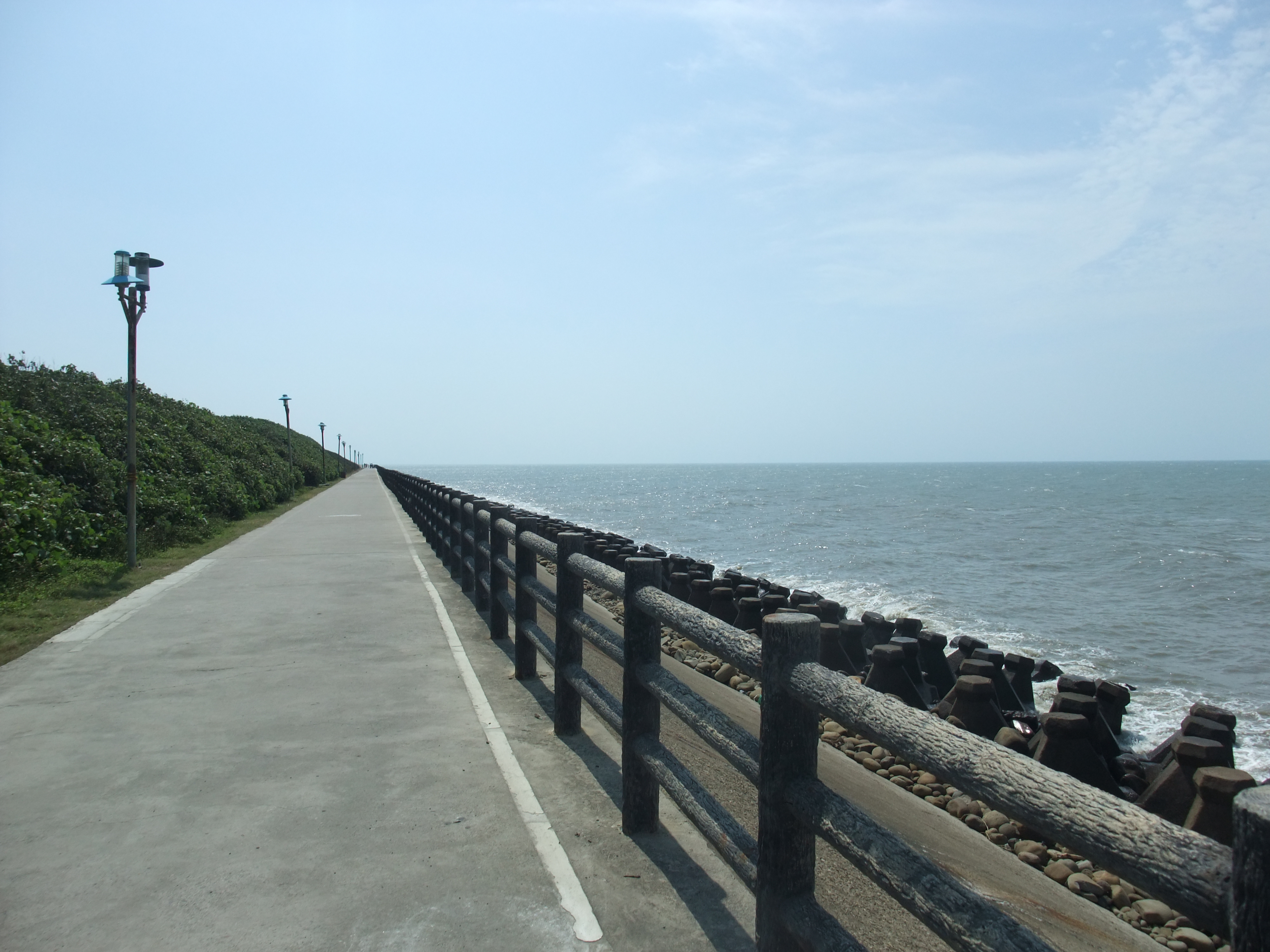
南寮海景
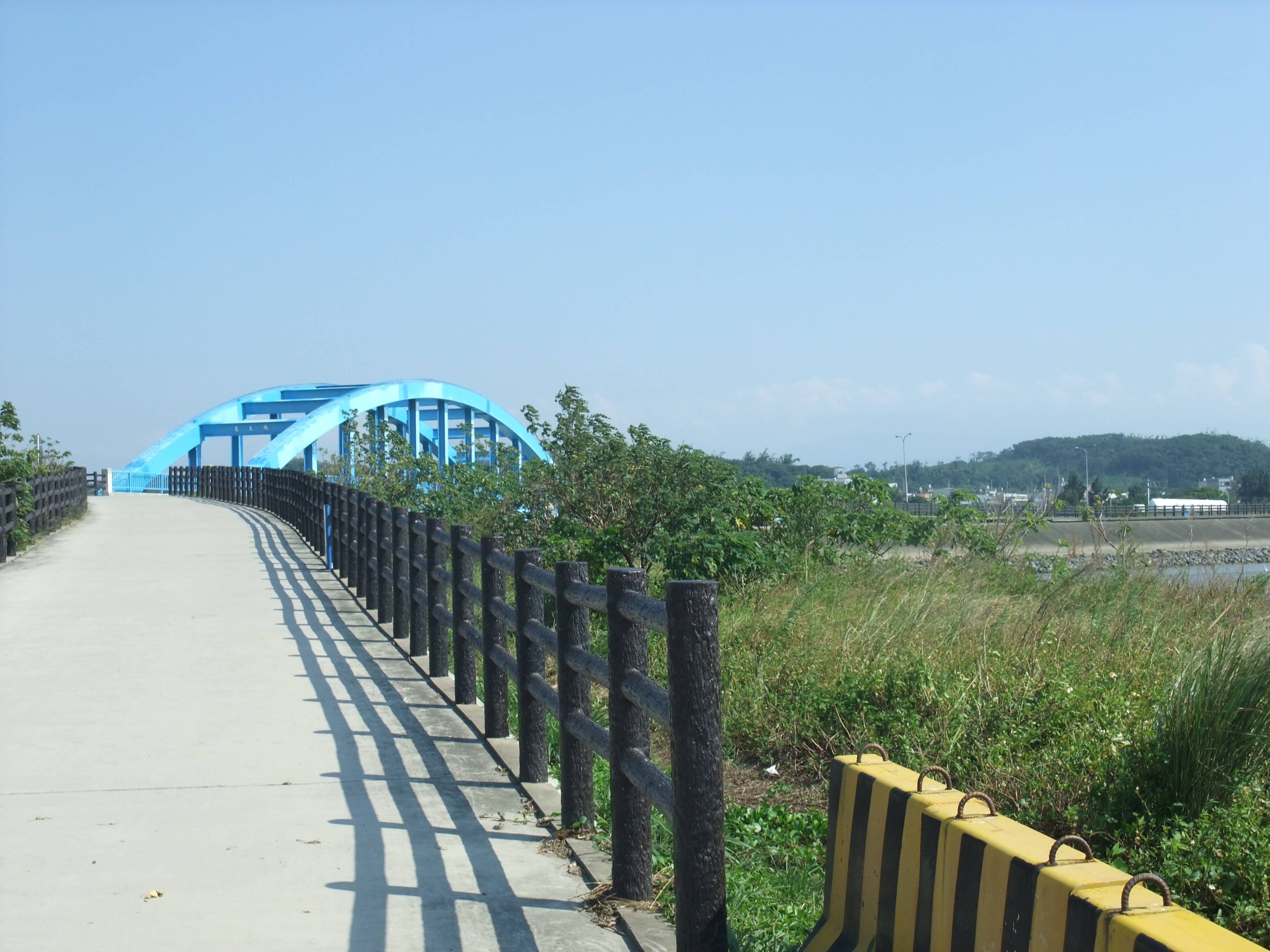
藍天橋
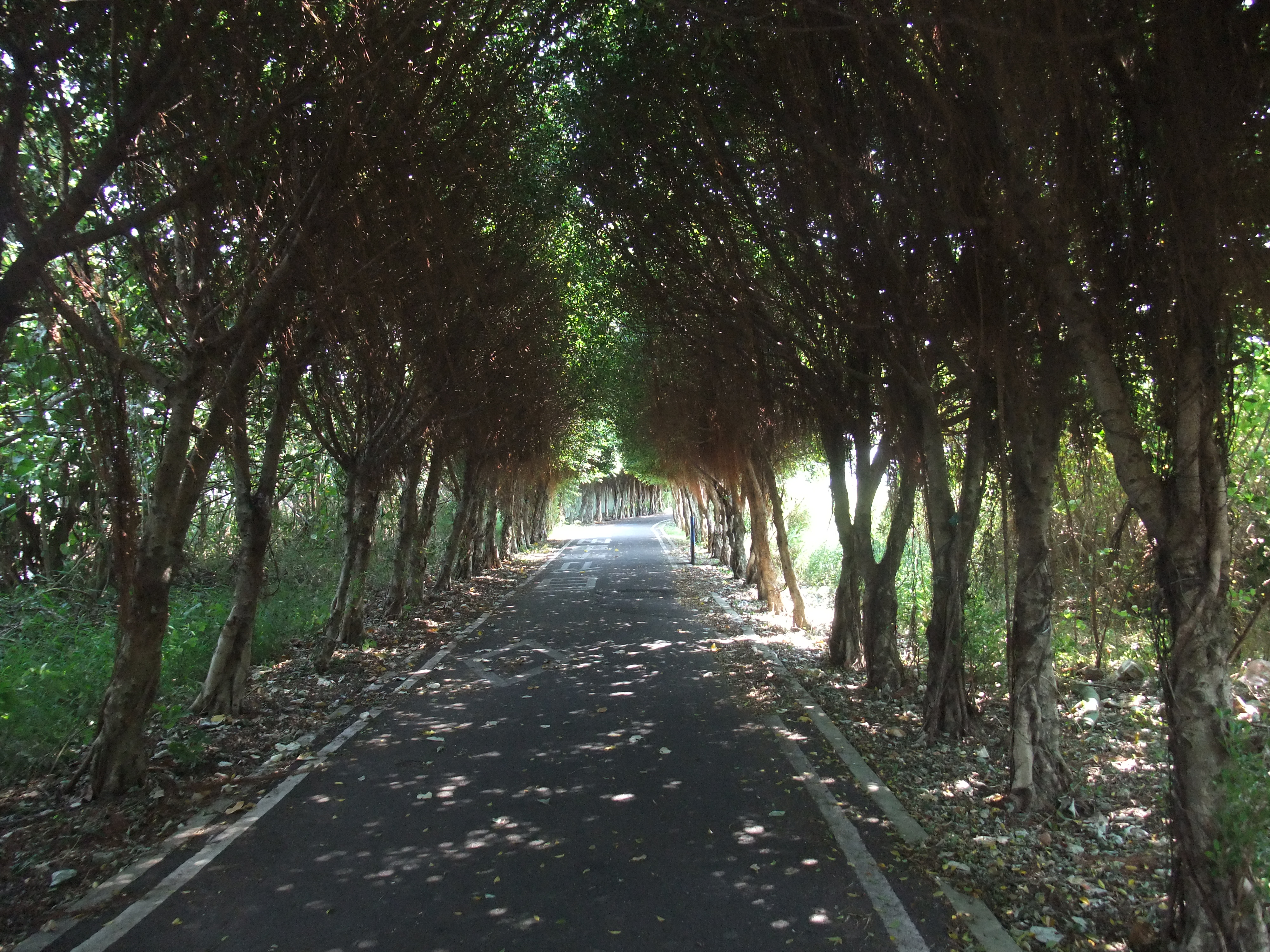
林道
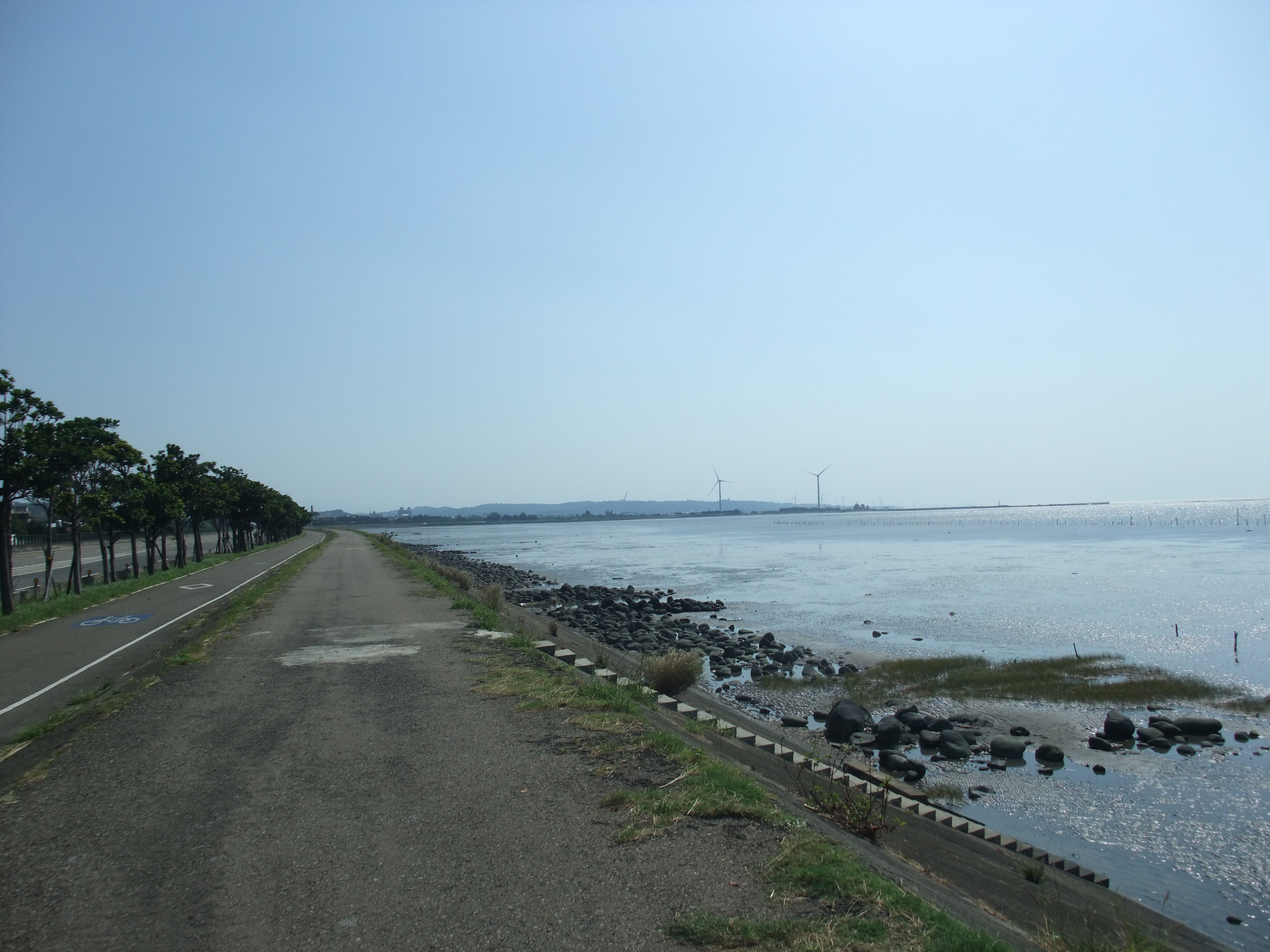
香山海景
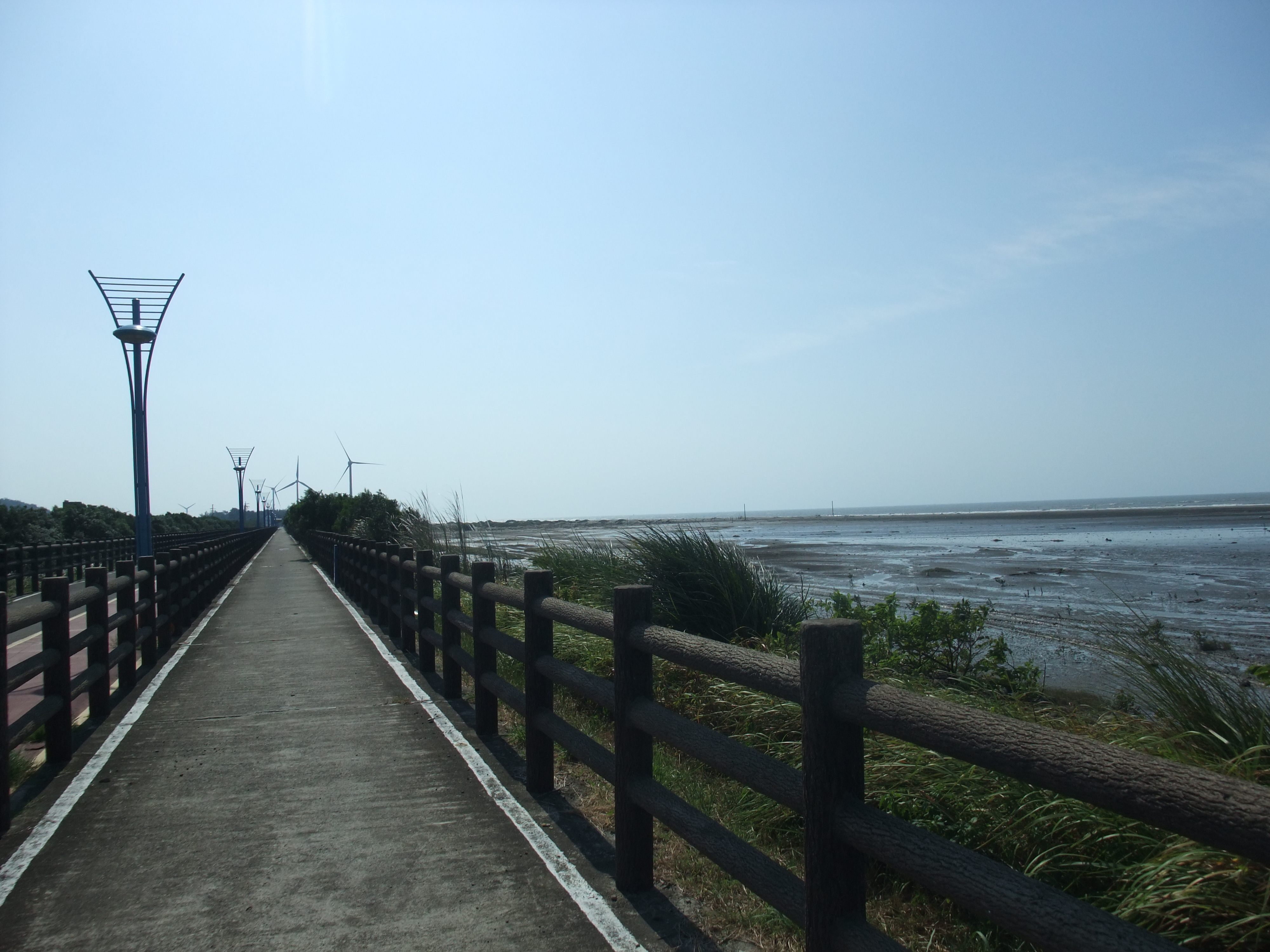
終點海景
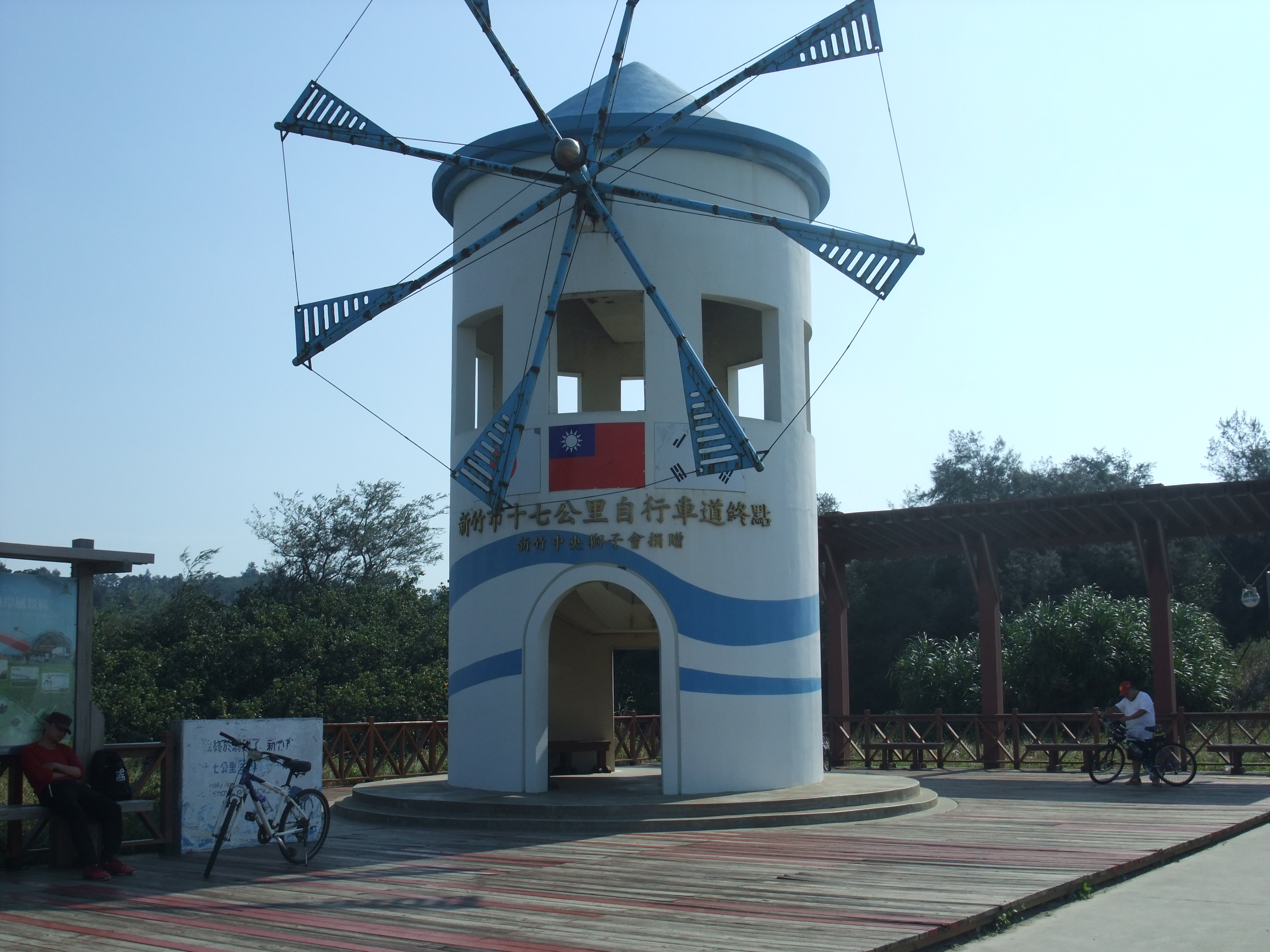
終點

## 外部連結
- 新竹海八景自行車路線圖